# Мануель Серіфу Ньямаджу
Мануель Серіфу Ньямаджу (25 березня 1958 — 17 березня 2020) — політичний і державний діяч Гвінеї-Бісау, тимчасовий президент країни (з 2012 до червня 2014).

## Життєпис
Народився 25 березня 1958 року.
Двічі (2009 та 2012) був головою Національної асамблеї Гвінеї-Бісау. До 2012 був членом ПАІГК. Був кандидатом на президентських виборах 2012 року, але посів на них лише третє місце. 11 травня того ж року військовики призначили його на пост глави держави.